# ユキバト
ユキバト（学名：Columba leuconota）は、ハト目ハト科に分類される鳥類。

## 分布
インドや中国、ロシア、西アジアなどに生息する。夏はペアか小集団で生活しているが、冬は100羽を越える群れで生活している。コウライバトと混ざって群れを形成していることもある。